# Liste des membres du complot du 20 juillet 1944
La liste des membres du complot du 20 juillet 1944 rassemble les participants, les complices et les passeurs du complot contre Adolf Hitler.
Les participants viennent de tous les milieux sociaux et ont des relations avec le cercle de Kreisau, fondé par Helmuth James von Moltke. Parmi les deux cents personnes exécutées ou conduites dans les couloirs de la mort, il y a les Generalfeldmarschall von Kluge, von Witzleben et Rommel, seize généraux, vingt-six colonels, deux ambassadeurs, sept diplomates, un ministre, trois secrétaires d'État ainsi que le chef de la Reichskriminalpolizeiamt ; on compte aussi des Hauts présidents', des commissaires de police et des présidents de région.
Les résistants allemands qui ne sont pas directement impliqués dans le complot sont regroupés dans la liste de résistants allemands au nazisme.
- Haut – A
- B
- C
- D
- E
- F
- G
- H
- I
- J
- K
- L
- M
- N
- O
- P
- Q
- R
- S
- T
- U
- V
- W
- X
- Y
- Z

## A
- Major Wolfgang Abshagen (de) (1897-1945)
- Oberst Otto Armster (1891-1957)

## B
- Otto Baer jun. (1880-1947)
- Gertrud Beck, née Müller (1882-exécutée le 15 août 1944)
- Generaloberst Ludwig Beck, ancien chef d'état-major adjoint de l'Armée de terre (1880-tentative de suicide le 21 juillet 1944, « achevé » sur ordre du général Friedrich Fromm)
- Oberstleutnant i.G. Robert Bernardis (1908-exécuté le 8 août 1944)
- Albrecht Theodor Andreas von Bernstorff, conseiller diplomatique (1890-assassiné le 23 ou 24 avril 1945)
- Gottfried von Bismarck-Schönhausen (1901-1949)
- Major Hans-Jürgen von Blumenthal (1907-exécuté le 13 octobre 1944)
- Oberstleutnant i.G. Hasso von Boehmer (en) (1904-exécuté le 5 mars 1945)
- Eugen Bolz (1881-exécuté le 23 janvier 1945)
- Oberst Georg von Boeselager (1915-mort au combat le 27 août 1944)
- Major Philipp von Boeselager (1917-2008)
- Dietrich Bonhoeffer, membre de l'Église confessante (1906-exécuté le 9 avril 1945)
- Klaus Bonhoeffer (1901-exécuté le 23 avril 1945)
- Randolph von Breidbach-Bürresheim, Oberleutnant (1912- mort le 13 juin 1945 à Oranienburg-Sachsenhausen)
- Rittmeister Eberhard von Breitenbuch (1910-1980)
- Eduard Brücklmeier (1903-exécuté le 20 octobre 1944)
- Major Axel von dem Bussche (1919-1993)

## C
- Oscar Caminneci (de) (1885-exécuté le 9 mars 1945)
- Admiral Wilhelm Canaris, chef du service de renseignements de l'Armée allemande (1887-exécuté le 9 avril 1945 au camp de concentration de Flossenbürg)
- Walter Cramer (en) (1886-exécuté le 14 novembre 1944)

## D
- Gustav Dahrendorf (en) (1901-1954)
- Justus Delbrück (1902-1945)
- Alfred Delp, prêtre (1907-exécuté le 2 février 1945)
- Wilhelm Dieckmann (1893-exécuté le 13 septembre 1944)
- Heinrich zu Dohna-Schlobitten (1882-exécuté le 14 septembre 1944)
- Hans von Dohnanyi (1902-exécuté le 8 avril 1945 à Oranienburg-Sachsenhausen)
- Oberleutnant Hans-Martin Dorsch (exécuté le 13 mars 1945)
- Hauptmann Max Ulrich von Drechsel (1911-exécuté le 4 septembre 1944)
- Georg Ferdinand Duckwitz (1904-1973)

## E
- Hauptmann Albrecht Eggert (1903-1977)
- Fritz Elsas (1890-exécuté le 4 janvier 1945 à Oranienburg-Sachsenhausen)
- Oberstleutnant i.G. Karl Heinz Engelhorn (1905-exécuté le 24 octobre 1944)
- Oberstleutnant Hans Otto Erdmann (1896-exécuté le 4 septembre 1944)

## F
- General der Infanterie Alexander von Falkenhausen (1878-1966)
- General der Nachrichtentruppe Erich Fellgiebel (1886-exécuté le 4 septembre 1944)
- Oberst i.G. Eberhard Finckh (1899-exécuté le 30 août 1944)
- Albrecht Fischer (de) (1877-1965)
- Max Fleischmann (1872-suicide le 14 janvier 1943)
- Reinhold Frank (1896-exécuté le 23 janvier 1945)
- Ehrengard Frank-Schultz (1885-exécuté le 8 décembre 1944)
- Oberst i.G. Wessel Freytag von Loringhoven (1899-suicide le 26 juillet 1944)
- Walter Frick, Kaufmann (1895-exécuté sans procès le 22 avril 1945)
- Generaloberst Friedrich Fromm (1888-fusillé le 12 mars 1945)

## G
- Otto Heinrich von der Gablentz (de) (1898-1972)
- Hauptmann Ludwig Gehre (1895-exécuté le 9 avril 1945)
- Oberst Rudolph-Christoph von Gersdorff (1905-1980)
- Eugen Gerstenmaier (1906-1986)
- Hans Bernd Gisevius (1904-1974)
- Erich Gloeden (1888-exécuté le 30 novembre 1944)
- Elisabeth Charlotte Gloeden (1903-exécutée le 30 novembre 1944)
- Carl Friedrich Goerdeler (1884-décapité le 2 février 1945)
- Fritz Goerdeler (en) (1886-exécuté le 1er mars 1945)
- Oberst i.G. Helmuth Groscurth (en) (1898-mort sur le front russe le 7 avril 1943)
- Nikolaus Gross, syndicaliste (KAB (de)), saint catholique (1898-exécuté le 23 janvier 1945)
- Karl Ludwig von und zu Guttenberg (1902-assassiné le 23 avril 1945)

## H
- Max Habermann (de) (1885-suicide au poste de la Gestapo le 30 octobre 1944)
- Hans Bernd von Haeften (1905-exécuté le 15 août 1944)
- Oberleutnant Werner von Haeften (1908-fusillé le 21 juillet 1944 sur ordre personnel du général Friedrich Fromm)
- Leutnant d.R. Albrecht von Hagen (1904-exécuté le 8 août 1944)
- Oberst Kurt Hahn (1901-exécuté le 4 septembre 1944)
- Staatssekretär a.D. Eduard Hamm (1879-suicide le 23 septembre 1944)
- Oberst i.G. Georg Alexander Hansen (1904-exécuté le 8 septembre 1944)
- Oberst i.G. Bodo von Harbou (de) (1887-suicide le 29 juillet 1944)[1].

- Oberstleutnant i.G. Carl-Hans von Hardenberg (1891-1958)
- Ernst von Harnack (1888-exécuté le 5 mars 1945)
- Generalleutnant Paul von Hase, commandant de Berlin (1885-exécuté le 8 août 1944)
- Ulrich von Hassell, diplomate (1881-exécuté le 8 septembre 1944)
- Theodor Haubach (1896-exécuté le 23 janvier 1945)
- Albrecht Haushofer (en) (1903-assassiné le 23 avril 1945)
- Major i.G. Egbert Hayessen (1913-exécuté le 15 août 1944)
- Oberstleutnant Friedrich Wilhelm Heinz (de) (1899-1968)
- Generalleutnant Gustav Heistermann von Ziehlberg (1898-exécuté le 2 février 1945)
- Wolf-Heinrich von Helldorf, Polizeipräsident de Berlin (1896-exécuté le 15 août 1944)
- Generalmajor Otto Herfurth (en) (1893-exécuté le 29 septembre 1944)
- Andreas Hermes (1878-1964)
- Generalleutnant Adolf Heusinger (1897-1982)
- Generaloberst Erich Hoepner (1886-exécuté le 8 août 1944)
- Oberstleutnant d. R. Caesar von Hofacker (1896-exécuté le 20 décembre 1944)
- Richard Hoin (1879-mort à la suite de mauvais traitements dans la prison de la Gestapo le 14 octobre 1944)
- Major Roland von Hößlin (en) 1915-exécuté le 13 octobre 1944)
- Ernst Otto Hübener (de) (1891-fusillé sans procès le 21 ou 23 avril 1945)

## J
- Oberst Friedrich Gustav Jaeger (1895-exécuté le 21 août 1944)
- Max Jennewein (1903-exécuté par les SS dans sa cellule de prison de Berlin dans la nuit du 22 au 23 avril 1945)
- Jens Jessen (1895-exécuté le 30 novembre 1944)
- Hans John (1911-exécuté par les SS dans sa cellule de prison de Berlin le 23 avril 1945)
- Otto John (1909-1997)

## K
- Oberleutnant d.R. Hermann Kaiser (de) (1885-exécuté le 23 janvier 1945)
- Jakob Kaiser (1888-1961)
- Ludwig Kaiser (de) (1889-1978)
- Franz Kempner (de) (1879-exécuté le 5 mars 1945)
- Albrecht von Kessel, diplomate (1902-1976)
- Otto Kiep (1886-exécuté le 26 août 1944)
- Major der Reserve Georg Conrad Kißling (de) (1893-suicide le 22 juillet 1944)
- Oberstleutnant Bernhard Klamroth (1910-exécuté le 15 août 1944)
- Major der Reserve de l'Abwehr Hans Georg Klamroth (1898-exécuté le 26 août 1944)
- Hauptmann Friedrich Karl Klausing, adjutant de Stauffenberg (1920-exécuté le 8 août 1944)
- Ewald von Kleist-Schmenzin (1890-exécuté le 9 avril 1945)
- Ewald-Heinrich von Kleist-Schmenzin, lieutenant d'infanterie (1922-2013)
- Generalfeldmarschall Günther von Kluge (1882 - poussé au suicide le 18 août 1944)
- Major Gerhard Knaak (1906-exécuté le 4 septembre 1944)
- Hans Koch (1893-assassiné le 24 avril 1945)
- Oberst Heinrich Kodré (1899-1977)
- Heinrich Körner (1892-abattu le 26 avril 1945)
- Korvettenkapitän Alfred Kranzfelder (1908-exécuté le 10 août 1944)
- Walter Kriege (1891-1952)
- Oberstleutnant i. G. Wilhelm Kuebart (1913-1993)
- Richard Kuenzer (1875-assassiné le 23 avril 1945)
- Major i.G. Joachim Kuhn (1913-1994)
- Generalmajor Wilhelm Kunze (1894-1960)
- Elisabeth Kuznitzky (de), née von Liliencron (1878-exécutée le 30 novembre 1944)

## L
- Generalmajor Erwin von Lahousen-Vivremont (1897-1955)
- Oberstleutnant Fritz von der Lancken (1890-exécuté le 29 septembre 1944)
- Carl Langbehn (1901-exécuté le 12 octobre 1944)
- Julius Leber (1891-exécuté le 5 janvier 1945)
- Annedore Leber, (1904-1968)
- Oberleutnant d. R. Heinrich von Lehndorff (1909-exécuté le 4 septembre 1944)
- Paul Lejeune-Jung (1882-exécuté le 8 septembre 1944)
- Major Ludwig von Leonrod (1906-exécuté le 26 août 1944)
- Hauptmann Bernhard Letterhaus (en) (1894-exécuté le 14 novembre 1944)
- Franz Leuninger (1898-exécuté le 1er mars 1945)
- Wilhelm Leuschner (1890-exécuté le 29 septembre 1944)
- General der Artillerie Fritz Lindemann (1890-succombe aux blessures par balle lors de son arrestation le 22 septembre 1944)
- Oberst i.G. Hans Otfried von Linstow (1899-exécuté le 30 août 1944)
- Paul Löbe (1875-1967)
- Ewald Loeser (1888-1970)
- Ferdinand von Lüninck (1888-exécuté le 14 novembre 1944)
- Major Wilhelm von Lynar (1899-exécuté le 29 septembre 1944)

## M
- Hermann Maaß (1897-exécuté le 20 octobre 1944)
- Oberst Rudolf von Marogna-Redwitz (1886-exécuté le 12 octobre 1944)
- Carl Adolf Marks (1894-exécuté le 23 avril 1945)
- Michael von Matuschka (1888-exécuté le 14 septembre 1944)
- Oberst i.G. Joachim Meichßner (1906-exécuté le 29 septembre 1944)
- Oberst Albrecht Mertz von Quirnheim (1905-fusillé le 21 juillet 1944 sur ordre personnel du général Friedrich Fromm)
- Oberstleutnant i.G. Karl Michel (1904-mort au combat le 14 janvier 1945)
- Carlo Mierendorff (1897-mort lors d'un bombardement à Leipzig le 4 décembre 1943)
- Helmuth James von Moltke (1907-exécuté le 23 janvier 1945)
- Otto Müller, prêtre (1870-mort à l'hôpital de la prison de Berlin le 12 octobre 1944)
- Oberst Wolfgang Müller (1901-1986)
- Oberstleutnant Ernst Munzinger (de) (1887-fusillé sans procès le 23 avril 1945)

## N
- Arthur Nebe, chef de la Reichskriminalpolizeiamt (1894-exécuté le 21 mars 1945)
- Wilhelm zur Nieden (1878-fusillé le 23 avril 1945)
- Gustav Noske (1868-1946)

## O
- Major i.G. Hans-Ulrich von Oertzen (1915-suicide le 21 juillet 1944)
- General der Infanterie Friedrich Olbricht (1888-fusillé le 21 juillet 1944 sur ordre personnel du général Friedrich Fromm)
- Generalmajor Hans Oster (1887-exécuté le 9 avril 1945)
- Margarethe von Oven (1904-1991)

## P
- Friedrich Justus Perels (1910-fusillé le 23 avril 1945)
- Erwin Planck (1893-exécuté le 23 janvier 1945)
- Karl Georg Pfleiderer (1899-1957)
- Kurt von Plettenberg (1891-suicide dans la prison de la Gestapo le 10 mars 1945)
- Louis-Ferdinand de Prusse (1907-1994)
- Johannes Popitz (1884-exécuté le 2 février 1945)

## R
- Cuno Raabe (1888-1971)
- General Friedrich von Rabenau (1884-fusillé sans procès en avril 1945)
- Oberstleutnant i. G. Karl Ernst Rahtgens (1908-exécuté le 30 août 1944)
- Adolf Reichwein (1898-exécuté le 20 octobre 1944)
- Oberst Alexis von Roenne (1903-exécuté le 12 octobre 1944)
- Augustin Rösch (1893-1961)
- Generalfeldmarschall Erwin Rommel (1891-contraint au suicide le 14 octobre 1944)

## S
- Generalstabsrichter Karl Sack (1896-exécuté le 9 avril 1945)
- Oberstleutnant i. G. Joachim Sadrozinski (1907-exécuté le 29 septembre 1944)
- Anton Saefkow (1903-exécuté le 18 septembre 1944)
- Major Hans-Viktor von Salviati (1897-exécuté par les SS le 23 avril 1945)
- Major Adolf Friedrich von Schack (de) (1888-exécuté le 15 janvier 1945)
- Oberleutnant Fabian von Schlabrendorff (1907-1980)
- Rüdiger Schleicher (1895-assassiné le 23 avril 1945)
- Egidius Schneider (1893-1958)
- Ernst Schneppenhorst (1881-assassiné le 24 avril 1945)
- Otto Schniewind (1887-1970)
- Rittmeister d. R. Friedrich Scholz-Babisch (1890-exécuté le 13 octobre 1944)
- Oberst Hermann Schöne (1888-exécuté le 15 janvier 1945)
- Oberstleutnant Werner Schrader (1895-suicide le 28 juillet 1944)
- Friedrich-Werner von der Schulenburg, ambassadeur (1875-exécuté le 10 novembre 1944))
- Fritz-Dietlof von der Schulenburg (1902-exécuté le 10 août 1944)
- Oberst i.G. Georg Schulze-Büttger (1904-exécuté le 13 octobre 1944)
- Ludwig Schwamb (1890-exécuté le 23 janvier 1945)
- Officier Ulrich Wilhelm Schwerin von Schwanenfeld (1902-exécuté le 8 septembre 1944)
- Hans Ludwig Sierks (1877-fusillé dans la nuit du 22 au 23 avril 1945)
- Oberstleutnant i. G. Günther Smend (1912-exécuté le 8 septembre 1944)
- Franz Sperr (1878-exécuté le 23 janvier 1945)
- Oberst Wilhelm Staehle (1877-fusillé le 23 avril 1945 durant une peine de deux ans d'emprisonnement)
- Hanna Solf (1887-1954)
- Friedrich Hermann zu Solms-Baruth (1886-1951)
- Marineoberstabsrichter Berthold von Stauffenberg (1905-exécuté le 10 août 1944)
- Oberst i.G. Claus von Stauffenberg (1907-fusillé le 21 juillet 1944 sur ordre personnel du général Friedrich Fromm)
- Oberst i.G. Hans-Joachim von Steinaecker (1887-prisonnier des Soviétiques et fusillé le 26 juillet 1945)
- Offizier im Generalstab Theodor Steltzer (en) (1885-1967)
- Generalmajor Hellmuth Stieff (1901-exécuté le 8 août 1944)
- Hauptmann Theodor Strünck (1895-mort le 9 avril 1945 à Flossenbürg)
- General der Infanterie Carl-Heinrich von Stülpnagel (1886-exécuté le 30 août 1944)
- Major Carl Szokoll (1915-2004)

## T
- Oberstleutnant Gustav Tellgmann (1891-exécuté le 26 février 1945)
- Generalleutnant Fritz Thiele (1894-exécuté le 4 septembre 1944)
- Major Busso Thoma (1899-exécuté le 23 janvier 1945)
- Generalleutnant Karl von Thüngen (1893-exécuté le 24 octobre 1944)
- Oberstleutnant Gerd von Tresckow (1899-suicide le 6 septembre 1944)
- Generalmajor Henning von Tresckow (1901-suicide le 21 juillet 1944)
- Adam von Trott zu Solz (1909-exécuté le 26 août 1944)

## U
- Oberst z.V. Nikolaus von Üxküll-Gyllenband (1877-exécuté le 14 septembre 1944)

## V
- Fritz Voigt (1882-exécuté le 1er mars 1945)
- Oberstleutnant Hans-Alexander von Voss (1907-suicide le 8 novembre 1944)

## W
- General der Artillerie Eduard Wagner (1894-suicide le 23 juillet 1944)
- Oberst Siegfried Wagner (1881-mort le 26 juillet 1944 à Oranienburg-Sachsenhausen, de ses blessures dues à une tentative de suicide au moment de son arrestation)
- Hermann Josef Wehrle, prêtre (1899-exécuté le 14 septembre 1944)
- Carl Wentzel (1876-exécuté le 20 décembre 1944)
- Achim von Willisen (1900-1983)
- Josef Wirmer (1901-exécuté le 8 septembre 1944)
- Oswald Wiersich (1882-exécuté le 1er mars 1945)
- Generalfeldmarschall Erwin von Witzleben (1881-exécuté le 8 août 1944)

## Y
- Paul Yorck von Wartenburg (1902-2002)
- Peter Yorck von Wartenburg (1904-exécuté le 8 août 1944)